# Лопо Гонсалвеш
Лопо Гонсалвеш (порт. Lopo Gonçalves) био је португалски морепловац, који је живео у 15. веку. Први је Европљанин који је 1471. године прешао екватор и касније открио Габон. 
Заједно са Руијем де Секвером истраживао је источну обалу Нигерије (током 1473. и 1474. године). Идући ка југу прешао је екватор и доспео до рта Лопез (порт. Cape Lopez), најзападније тачке данашњег Габона, који је по њему и добио име. Истраживао је и острва Сао Томе и Принсипе и доспео до рта Санта Катарина.